# 在名古屋英国領事館
在名古屋英国領事館（英語: British Consulate in Nagoya / Consulate of the United Kingdom in Nagoya）は、かつてイギリスが日本の愛知県名古屋市に設置していた領事館。
1999年9月に開設されたが、2007年2月28日に閉鎖された。

## 所在地
〒460-0003　愛知県名古屋市中区錦2-4-3 錦パークビル17階

## 領事
| 代 | 氏名（日本語）     | 氏名（英語）  | 着任   | 退任   | 備考       |
| -- | ------------------ | ------------- | ------ | ------ | ---------- |
| 1  | セーラ・ウテン     | Sarah Wooten  | 1999年 | 2002年 | 大阪総領事 |
| 2  | ジュリアン・ミラー | Julian Miller | 2003年 | 2007年 | [ 4 ]      |